# Filipstads fögderi
Filipstads fögderi avsåg den lokala skattemyndighetens verksamhetsområde i nuvarande Filipstads och Storfors kommuner mellan åren 1967 och 1991. Efter detta år omorganiserades skatteväsendet och fögderierna ersattes av en skattemyndighet för varje län - i detta fall den för Värmlands län. År 2004 gick verksamheten upp i det nybildade Skatteverket.
Filipstads fögderi föregicks av ett tidigare fögderi, vilket sedermera även delvis hamnade under Hagfors, Karlstads och Kristinehamns fögderier.
- Östersysslets fögderi (1682-1966)